# Vegard Høidalen
Vegard Høidalen (Skien, 10 de maio de 1971) é um  ex-voleibolista indoor e jogador de vôlei de praia noruegues, e que foi medalhista de bronze na edição do Campeonato Mundial de Vôlei de Praia de 2001 na Áustria.Competiu em duas edições consecutivas dos Jogos Olímpicos de Verão em 2000 e 2004 .

## Carreira
Em 1997, conquistou o título da etapa de Roma pelo Circuito Europeu de Vôlei de Praia, juntamente com Jørre Kjemperud derrotando rivais e compatriotas Bjørn Maaseide e Jan Kvalheim e no ano de 1998 conquistou o primeiro ouro pelo Circuito Mundial de Vôlei de Praia e foi no Aberto de Berlin; neste mesmo ano alcançou o bronze no Aberto de Rodes válido pelo Circuito Europeu de Vôlei de Praia.
Com Jørre Kjemperud alcançou a medalha de bronze na edição do Campeonato Europeu de Vôlei de Praia de 2000, ocasião cuja sede foi em Bilbau, e obtiveram o mesmo resultado na edição de 2001 em Jesolo e também em 2002 na Basileia.
Na temporada de 2001 conquistou jogando ao lado de  Jørre Kjemperud a medalha de bronze na edição do Campeonato Mundial de Vôlei de Praia em Klagenfurt, Áustria Pelo Circuito Europeu de Vôlei de Praia de 2003 competiu com o mesmo parceiro supracitado na conquista da medalha de prata no Aberto de Retimno.
No ano de 2000 disputou ao lado de Jørre Kjemperud a edição dos Jogos Olímpicos de Verão sediada em Sydney e finalizaram na nona colocação, em sua segunda participação em jogos olímpicos, ou seja, em 2004 em Atenas competiu com este mesmo parceiro e repetiram a mesma colocação.
Em 2008 foi punido pela Federação Norueguesa de Esportes por utilizar substancias proibidas, afastado por quatro meses até conseguir ser absolvido em 2009.

## Títulos e resultados
- Aberto de Berlim do Circuito Mundial de Vôlei de Praia:1998[3]
- Aberto de Roma do Circuito Europeu de Vôlei de Praia:1997[1]
- Aberto de Roma do Circuito Europeu de Vôlei de Praia:2003[9]
- Aberto de Rodes do Circuito Europeu de Vôlei de Praia:1998[4]

## Premiações individuais
[carece de fontes?]